# Église de l'Assomption (Bad Ragaz)
L'église de l'Assomption ( (de) Maria Himmelfahrt), anciennement sous le vocable de saint Pancrace, est l'église catholique paroissiale de Bad Ragaz, dans le canton de Saint-Gall en Suisse.

## Histoire
Un premier lieu de culte, au lieu-dit Ragaz, est attesté dès l'an 843. On en ignore le vocable et des fouilles archéologiques, en 1938 et 1993, n'ont révélé que peu de traces de cette étape primitive.
L'église est reconstruite au Xe siècle ou XIe siècle selon un plan rectangulaire, avec abside plus étroite. En 1209, ce sanctuaire est dédié à saint Pancrace.
On allonge la nef à une date indéterminée et l'église, sans doute reconstruite durant la première moitié du XVe siècle, est à la fin du Moyen Âge un édifice de style gothique flamboyant, avec nef rectangulaire et chœur plus étroit, que flanque une sacristie et un clocher.
Vers 1552, ce clocher est surélevé et pourvu de baies sur les quatre côtés. La grosse cloche est refondue en 1559 par Peter Füssli, de Zurich.
Dès 1700, cependant, cet édifice est devenu trop exigu pour l'importante communauté paroissiale, et sa vétusté fait que l'on songe à une reconstruction. L'ancienne église est démolie en 1703, en conservant cependant le clocher est peut-être également le chœur. Sous la direction de l'entrepreneur Ulrich Lang, de Sargans (d'après le plan d'un architecte de Brégence dont le nom n'a pas été transmis), la première pierre est posée le 18 mai 1703- L'église est consacrée en 1704 sous le vocable de l'Assomption de Marie. Un maître maçon «étranger», sans doute italophone, a collaboré au chantier et peut être rendu responsable du portail monumental de l'entrée principale de l'église. Les travaux d'achèvement, y compris le mur du cimetière, un petit ossuaire, et l'installation du mobilier de l'église ont lieu en 1705-1706.
Entre 1746 et 1749, un maître stucateur resté anonyme orne la voûte du chœur de compartiments baroques qui sont alors décorés par le peintre Martin Leonz Zeüger, de Lachen.
Les XIXe et XXe siècles ont apporté de nombreuses modifications. Notamment le remplacement des retables sur les autels. par des tableaux dus à l'atelier de Melchior Paul von Deschwanden (1863-1864) et de Severin Benz (1881-1882).
Une grande campagne de restauration en 1993-1994 a cherché à rétablir, dans la mesure du possible, les qualités originales de cette église baroque, sous la direction des bureaux d'architecture Félix Schmid, de Rapperswil (intérieur) et de Hans Broder de Bad Ragaz (extérieur).

## Cimetière
Le cimetière comporte deux monuments funéraires importants, celui de Bernhard Simon, architecte qui est à l'origine de la vocation thermale de Bad Ragaz, Son imposant monument en marbre blanc, orné d'un buste, a été dessiné par le fils de l'architecte, Bernhard Simon junior.
L'autre monument célèbre la mémoire de l'écrivain et philosophe Friedrich Wilhelm Joseph von Schelling, mort en 1854 à Bad Ragaz lors d'un séjour thermal. Ce monument somptueux, en marbre blanc lui aussi, a été conçu par l'architecte allemand Georg Friedrich Ziebland.